# Leptotarsus (Tanypremna) fuscitarsis
Leptotarsus (Tanypremna) fuscitarsis is een tweevleugelige uit de familie langpootmuggen (Tipulidae). De soort komt voor in het Neotropisch gebied.